# I kärlekens färg
I kärlekens färg är ett studioalbum på LP/Kassett med dansbandet Sven-Erics. Albumet släpptes 1986 med SVEN-ERIC: sång, gitarr SIVERT: sång, klaviatur JANNE: trummor KEN: gitarr, sång och TOMMY: bas.

## Låtlista
Sida A:
1. Tiden står still (Tomas Blank, Keith Almgren)
2. I kärlekens färg (Lady in red) (Chris De Burgh, Ingela Forsman)
3. Varje natt och dag (Every now and then) (Ida Guillary, Sven-Erik Mörtsjö)
4. Han är inte jag (Lewis Andersson, Ingela Forsman)
5. När ska du va hemma ikväll (Does your mother know) (Benny Andersson, Björn Ulvaeus, Ingela Forsman)
6. Bara en känsla (Kjell-Åke Noren)

Sida B:
1. Det gick en liten ängel (Sivert Thurell)
2. Kom och sätt dig intill mig (Åke Dahlgren, Keith Almgren)
3. Jag kommer inatt (Falling in love) (Rocky Murnett, Ingela Forsman)
4. Jag vill vakna upp med dig (I wanna wake up with you) (Ben Peters, Dan Ekbäck)
5. Jag vill nog aldrig ge mig av (Adios Mi Corazon) (Ota Young, Mona Gustavsson)